# Oklo
Oklo is een plaats in het zuidoosten van Gabon en vooral bekend vanwege de natuurlijke kernsplijtingsreacties die daar 1,5 miljard jaar geleden, tijdens het Proterozoïcum, hebben plaatsgevonden. Deze vonden gedurende minimaal 150.000 jaar periodiek plaats, gedurende een half uur elke drie uur.

## Natuurlijke kernsplijting

Kernsplijting van ^{235}U

Van nature op Aarde voorkomend uranium bestaat voor 99,27% uit de isotoop 238U. De enige splijtbare uranium-isotoop die in redelijke hoeveelheden voorkomt is 235U en maakt 0,72% van de totale hoeveelheid uranium uit. Omdat 238U met een halveringstijd van 4,468 × 109 jaar veel langer leeft dan 235U (halveringstijd 7,038 × 108 jaar), is de isotoopverhouding vroeger anders geweest. Vrijwel direct na het ontstaan van de Aarde, zo'n 4,6 miljard jaar geleden, was er relatief meer 235U dan tegenwoordig (ongeveer 75% 238U en 25% 235U, andere isotopen hebben nooit enige rol van betekenis gespeeld). Twee miljard jaar geleden had uranium als gevolg van natuurlijk verval een gehalte van ongeveer 4% 235U. Dat, in combinatie met het zich ophopen van uranium op bepaalde plaatsen en andere bijzondere natuurlijke omstandigheden, was voldoende om kernsplijtingsprocessen in de omgeving van Oklo in gang te zetten.
De ondergrondse reactoren liepen met zekere regelmaat onder water waardoor uraniumoxide oploste en mede onder invloed van bacteriën op bepaalde plaatsen opeenhoopte tot een kritische massa werd bereikt. Daarnaast trad het water op als neutronenmoderator waardoor snelle neutronen werden afgeremd en zodoende een kettingreactie tot stand konden brengen. De ontstane warmte zorgde ervoor dat het water verdampte, waardoor de reactor stilviel en een meltdown werd voorkomen. Gedurende minimaal 150.000 jaar[1] hebben daar regelmatig kernsplijtingsreacties plaatsgevonden. Pas nadat de hoeveelheid 235U was afgenomen tot onder het niveau dat nodig is om een kettingreactie aan de gang te houden, zijn de reactoren voorgoed uitgedoofd.

## Ontdekkingen bij Oklo

de natuurlijke kernsplijtingsreactor van Oklo. 1. Splijtingszone; 2. Zandsteen; 3. Laag uraniumerts; 4. Graniet

Om kerncentrales in Frankrijk van brandstof te voorzien, wordt onder andere gebruikgemaakt van uraniummijnen in Gabon. Begin jaren '70 werd daar een lading uraniumerts aangetroffen waar aanmerkelijk minder 235U in voorkwam dan gebruikelijk en dus ongeschikt was als brandstof. In 1972 kwam de Franse natuurkundige Francis Perrin met het idee van natuurlijke kernsplijting. Aanvankelijk werd deze theorie met de nodige scepsis ontvangen, maar naarmate steeds meer bevindingen het idee van Perrin bleken te bevestigen, groeide de aanhang. In de omringende zoutlagen werden grote hoeveelheden xenon aangetroffen, een edelgas dat vrijkomt bij de splijting van 235U.
Sindsdien zijn er in de regio van Oklo 15 van deze kernsplijtingsreactoren aangetroffen. In Canada en Australië zijn uraniumbronnen ontdekt uit dezelfde periode, maar daar zijn geen aanwijzingen aangetroffen dat er ooit natuurlijke kernsplijting heeft plaatsgevonden. Toch is een meerderheid van de wetenschappers ervan overtuigd dat dit verschijnsel zich op meerdere plaatsen heeft voorgedaan.

## Andere ontdekkingen
Omdat de bronnen zeer goed geconserveerd zijn gebleven, kunnen ze ook informatie verschaffen over bijvoorbeeld de samenstelling van de atmosfeer in die tijd. Zonder aanwezigheid van zuurstof is uranium niet oplosbaar in water. Voor de vorming van uraniumoxide moet er zuurstof aan de lucht zijn onttrokken, wat impliceert dat dit aanwezig moet zijn geweest. Een gegeven dat overigens geheel in overeenstemming is met de gangbare theorieën over de atmosferische samenstelling rond die tijd (12 - 15% O2).
Vanwege de grote en vrij nauwkeurig bepaalde ouderdom, worden de reactoren ook gebruikt bij onderzoek naar eventuele veranderingen in fundamentele natuurconstanten waarvan niet absoluut vaststaat dat ze constant moeten zijn zoals de fijnstructuurconstante α.
Geruime tijd voordat de ontdekkingen bij Oklo werden gedaan, beschreef Paul Kuroda van de Universiteit van Arkansas in 1956 de omstandigheden waaronder natuurlijke kernsplijting mogelijk zou zijn. Later onderzoek toonde aan dat deze zeer veel overeenkomsten vertoonde met de situatie rondom Oklo.

## Radioactief afval
Net als moderne kernreactoren produceerden de reactoren bij Oklo radioactief afval. Gedurende 2 miljard jaar is dit door graniet ingesloten afval nauwelijks verplaatst als gevolg van bijvoorbeeld grondwaterstromen of aardverschuivingen. Voorstanders voor de opslag van kernafval in geologische lagen grijpen dit gegeven vaak aan om aan te tonen dat ondergrondse opslag van radioactief afval veilig mogelijk is. Tot heden is er nog geen definitieve opslagplaats actief, voornamelijk door een gebrek aan maatschappelijke aanvaarding.